# Glendora (Californie)
Pour les articles homonymes, voir Glendora.
Glendora est une ville du comté de Los Angeles, dans l'État de Californie aux États-Unis. Au recensement de 2000 sa population était de 49 415 habitants, des données plus actuelles indiquent 55 300 habitants.

## Géographie
Selon le Bureau de recensement, elle a une superficie de 49,9 km2, dont 0,3 km2 de plans d'eau, soit 0,67 % du total.

## Démographie
| 1930  | 1940  | 1950  | 1960   | 1970   | 1980   |
| ----- | ----- | ----- | ------ | ------ | ------ |
| 2 761 | 2 822 | 3 988 | 20 752 | 31 380 | 38 500 |

| 1990   | 2000   | 2010   | - | - | - |
| ------ | ------ | ------ | - | - | - |
| 47 828 | 49 415 | 50 073 | - | - | - |

## Jumelages
Moka (Japon)